# Fessia
Fessia is een geslacht uit de aspergefamilie. De soorten komen verspreid voor in Iran, Centraal-Azië en Pakistan.

## Soorten
- Fessia bisotunensis
- Fessia furseorum
- Fessia gorganica
- Fessia greilhuberi
- Fessia hohenackeri
- Fessia khorassanica
- Fessia parwanica
- Fessia purpurea
- Fessia puschkinioides
- Fessia raewskiana
- Fessia vvedenskyi